# Jules Alfred Pierrot Deseilligny
Jules Alfred Pierrot Deseilligny (1868 – 1918) byl francouzský astronom a selenograf. Pocházel z francouzského regionu Burgundsko.
Na Měsíci je podle něj pojmenován malý impaktní kráter Deseilligny ležící v jižní části Mare Serenitatis na přivrácené polokouli.